# Liste der Monuments historiques in Lussac (Charente-Maritime)
Die Liste der Monuments historiques in Lussac (Charente-Maritime) führt die Monuments historiques in der französischen Gemeinde Lussac auf.

## Liste der Bauwerke
| Bezeichnung       | Beschreibung | Standort | Kennzeichnung | Schutzstatus | Datum | Bild |
| ----------------- | --- | -------- | ------------- | ------------ | ----- | ---- |
| Domaine de Lussac | kleines ländliches Schloss, erbaut im 18. und 19. Jahrhundert, mit Nebengebäuden, Park und Brücke über die Seugne | (Lage)   | PA17000021    | Inscrit      | 1999  |      |

## Liste der Objekte
Zum Verständnis siehe: Kirchenausstattung
| Bezeichnung               | Beschreibung                                        | Standort                       | Kennzeichnung | Schutzstatus | Datum | Bild |
| ------------------------- | --------------------------------------------------- | ------------------------------ | ------------- | ------------ | ----- | ---- |
| Tabernakel                | Holz, farbig gefasst und vergoldet, 18. Jahrhundert | in der Kirche St-Michel (Lage) | PM17001976    | Inscrit      | 2003  |      |
| Hauptaltar mit Tabernakel | Keramik, polychrom gefasst, 19. Jahrhundert         | in der Kirche St-Michel (Lage) | PM17001975    | Inscrit      | 2003  |      |